# Sookdeo Bissoondoyal
Pour les articles homonymes, voir Bissoondoyal.
Sookdeo Bissoondoyal, né le 25 décembre 1908 et mort le 18 août 1977, est une personnalité politique mauricienne. Il a fondé le parti politique Independent Forward Bloc.
Il a notamment été député et ministre. Ses frères Soogrim et Basdeo ont également été des personnalités de premier plan.

## Hommages
- Il existe un musée du professeur Sookdeo Bissoondoyal à Rivière des Anguilles[3].
- Il existe un projet de nommage de la place d'Armes de Port-Louis en rue Sookdeo Bissondoyal[4].
- Un billet de 500 roupies le représente.